# Riu Ripoll
El Ripoll és un riu de la Depressió Prelitoral, al Vallès Occidental, afluent del Besòs pel marge dret.

## Geografia
El Ripoll neix al sot del Galí, a la serra de Granera, al municipi de Sant Llorenç Savall, a 640 metres d'altitud, dins el Parc Natural de Sant Llorenç del Munt i l'Obac. Va cap al sud entre les serres del Farell i Sant Llorenç del Munt, passa per Sant Feliu del Racó, Castellar del Vallès, Sabadell, Barberà del Vallès, Ripollet i Montcada i Reixac, on s'uneix al Besòs.
Els principals afluents són, per l'esquerra, el torrent de Canyelles, el de la Tosca (també anomenat torrent de Colobrers, de Can Moragues o de Can Pagès) i el riu Tort; i, per la dreta, el torrent de Ribatallada o de Botelles (o Gotelles), la riera de Sant Cugat i el riu Sec –de 23 km de longitud–, format per la unió dels torrents de la Batzuca, de la Grípia i de la Riereta.
La longitud del curs principal del riu és de 39,2 km i la totalitat dels afluents tenen un recorregut de 181,5 km.

## Desenvolupament agrícola i industrial
A mitjan segle x, es van construir séquies que encara avui contribueixen al reg de diversos horts. Poc temps després hi ha datats els primers documents on s'esmenta la construcció de molins de farina. Aquests molins es van anar reconvertint fins que es van utilitzar per a la fabricació de paper, indústria que predominava al riu durant el segle xviii. Durant el segle xx hi va haver un gran auge de les empreses tèxtils al Vallès Occidental i va sorgir una important quantitat de grans empreses dedicades al tèxtil i als tints de teles al marge del riu per tot el seu recorregut. Aquest fet va significar una gran afluència d'immigrants a les poblacions que travessa el riu. L'impacte mediambiental de les empreses tèxtils va ser molt fort, i la utilització de substàncies nocives, una ampliació descontrolada de les indústries i un més gran aprofitament de l'aqüífer produït per la triplicació dels habitants de poblacions com Sabadell en pocs anys van produir una contaminació molt greu del riu.

## Les inundacions del 1962

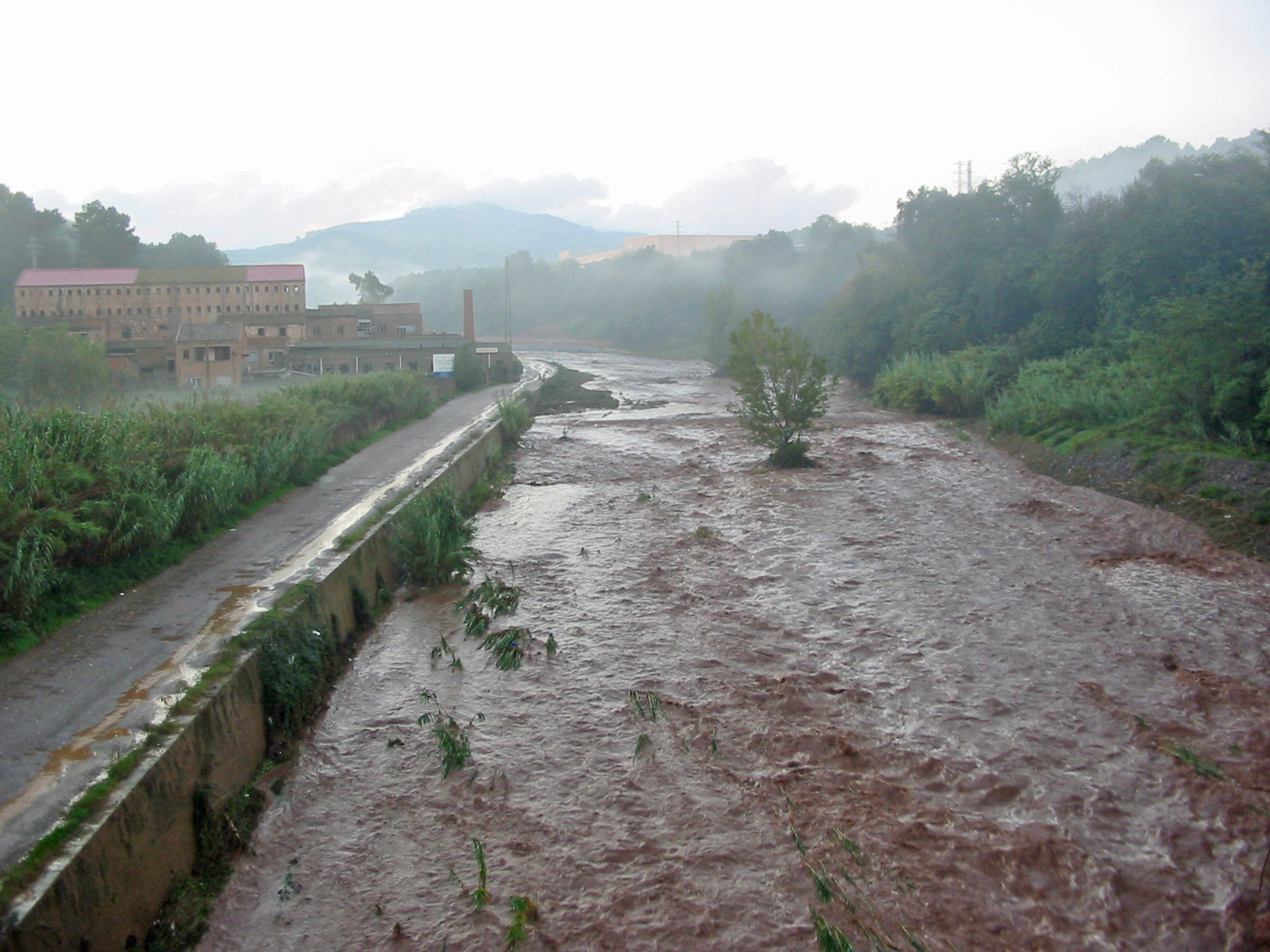
El riu Ripoll a Sabadell un dia de tempesta el 2005

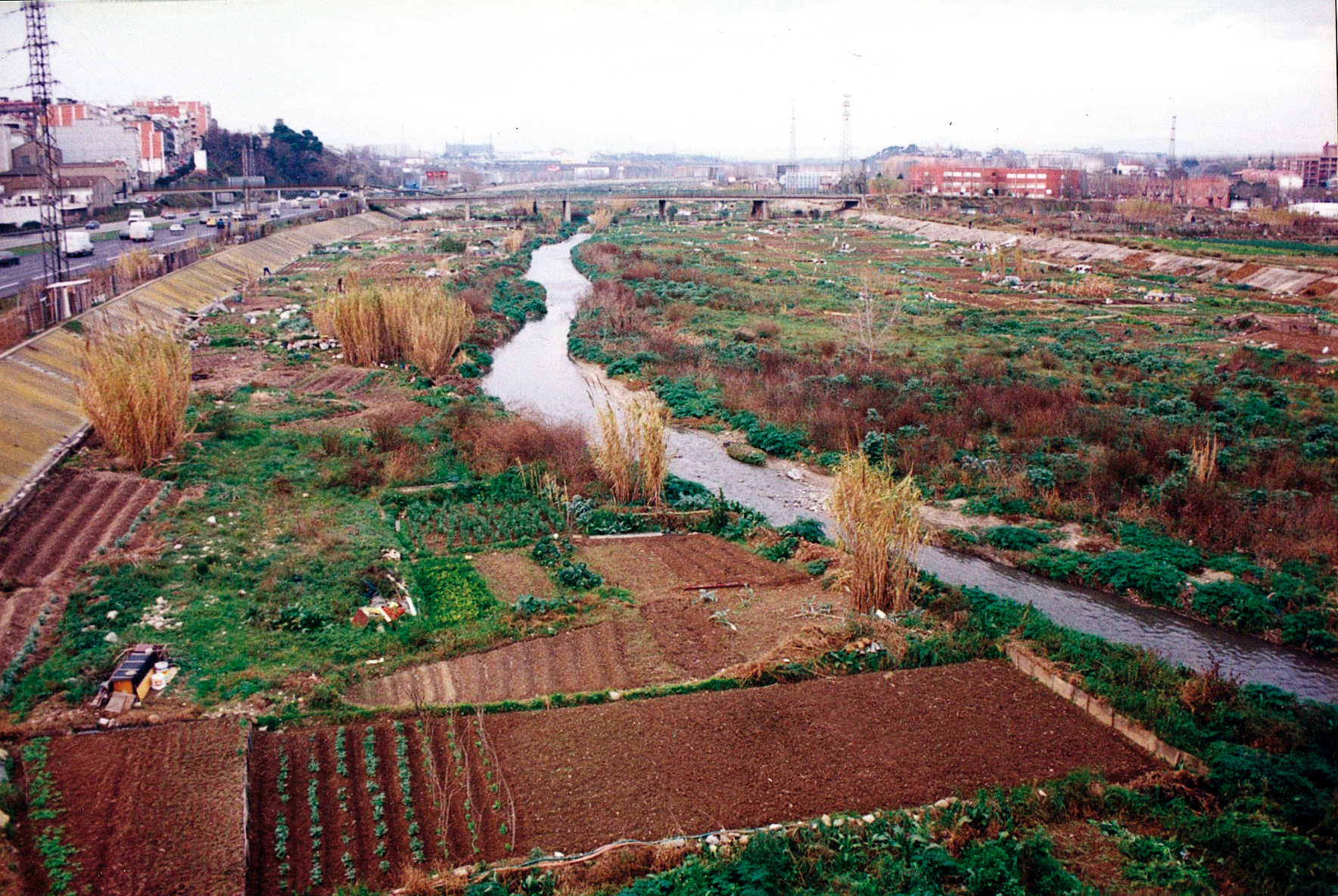
El riu Ripoll, al seu pas per Ripollet el 1991

Durant les onades migratòries de les dècades 1940 i 1950 es van construir ràpidament barris sencers d'autoconstrucció a la riba i el llit del riu. El 25 de setembre de 1962 el Ripoll, un riu amb un cabal escàs, va créixer entre quatre i sis metres i s'endugué tot el que trobava al seu pas. Aquell tràgic dia, va caure una pluja breu, però molt intensa, i es registraren uns 225 litres per metre quadrat de precipitació. El riu no estava canalitzat i als ulls dels ponts estrets s'hi va acumular pedres, arbres, cotxes i tota mena de ferralla. Tot va succeir durant la nit i van desaparèixer barris sencers; la riuada va deixar un balanç d'un miler de morts comptant les víctimes de tot el Vallès Occidental.

## Espai d'oci
A la dècada dels 1990 es van produir inversions per a adequar les vores del riu i fer camins per a fer del Ripoll un lloc de passeig. Entre 1999 i 2006, l'Ajuntament de Sabadell, amb l'ajuda de la UE i l'Agència Catalana de l'Aigua, va invertir 30 milions d'euros per a la construcció d'una nova estació depuradora amb un cost de 12 milions d'euros, la depuradora de Cal Piteu. La resta de la inversió es va dedicar a la millora de la qualitat de l'aigua, amb noves mesures protectores i a la recuperació de camins i de l'entorn paisatgístic.

### Amics del Ripoll
Amics del Ripoll és una entitat sabadellenca que vetlla per preservar, millorar i donar a conèixer el Ripoll i els elements patrimonials que conserva.
L'entitat es va constituir com a associació l'any 2000. Els socis fundadors són els autors del Programa de documentació dels béns d'interès del patrimoni cultural i natural del riu Ripoll, promogut i editat per l'Ajuntament de Sabadell i realitzat entre 1997-2000. Com a activitats destacades, l'entitat ha organitzat diverses jornades sobre el riu –sovint en col·laboració amb la Fundació Bosch i Caredellach–, ha publicat el llibre Quatre itineraris pel Ripoll a Sabadell. Guia del parc fluvial (2004) (XIII Premi Bonaplata en la categoria de difusió patrimonial) i el joc de memòria Riu Ripoll (2006), com també ha realitzat –amb la Unió Excursionista de Sabadell– el plànol Parc fluvial del Ripoll editat per l'Ajuntament de Sabadell (2007). Al llarg dels anys, Amics del Ripoll ha defensat el rodal de Sabadell mitjançant diferents activitats, com ara oposant-se al trasllat del zoo al rodal sabadellenc, defensant el patrimoni naturalístic o bé formant part de la Campanya Contra el Quart Cinturó, al costat de les entitats ecologistes locals.